# Hieronymus Wierix

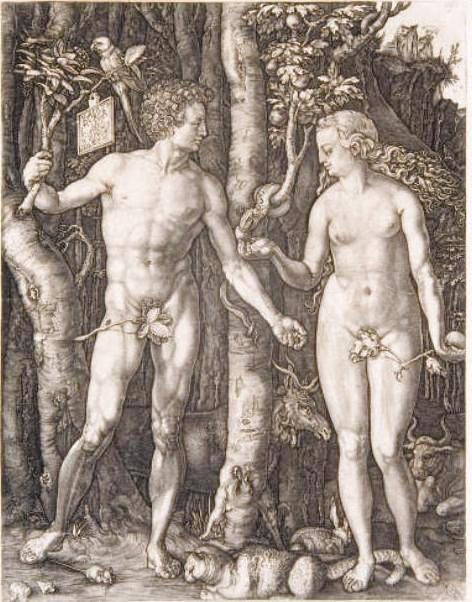
Adam et Ève d'après Albrecht Dürer.

Hieronymus Wierix (ou Jérôme Wierix), né en 1553 à Anvers où il est mort en 1619, est un graveur flamand de la famille de graveurs Wierix. Il réalisa des gravures d'après d'autres graveurs célèbres, dont Albrecht Dürer.

## Biographie
Jérôme Wierix est né à Anvers d'un père, Anthonie, peintre et ébéniste fabricant de coffres. Selon le biographe Cornelis de Bie dans son livre de biographies Het Gulden Cabinet, lui et ses frères Antoine et Jan Wierix étaient tous graveurs.
À la mort de son père, il fut laissé à la charge de Jérôme Manacker, mais on ignore tout ce qui concerne sa formation artistique, qu'il suivit certainement aux côtés de son frère Jan, de quatre ans son aîné. Il commença à graver très tôt, dès l'âge de 11 ans, en reproduisant des estampes d'Albrecht Dürer.
En 1570, il commença à travailler pour l'imprimeur Christophe Plantin dans sa maison d'édition Officina Plantiniana et devint maître graveur, se chargeant d'une bonne partie des plaques de cuivre qui illustrent les Humanae salutis monumenta de Benito Arias Montano — qui collabora également sur la Bible royale, notamment. Il jouissait, comme ses frères, d'une assez mauvaise réputation, accusés de mener une vie désordonnée, de dépenser son argent sans compter jusqu'à faire des dettes et de s'enivrer dans les cabarets.
Pendant l'année 1572-1573, il fut admis en même temps que son frère Jan comme maître dans la Guilde de Saint-Luc de sa ville natale .
En 1579, accusé d'avoir causé la mort d'une cabaretière, il passa plusieurs mois en prison. Il est possible que ce soit la raison pour laquelle Plantin rompit sa relation avec lui — en tous cas temporairement —, l'imprimeur s'étant vu forcé de payer la caution. Dans une lettre bien connue, Plantin se plaint que Wierix travaillait pour avoir amasser suffisamment d'argent pour finalement le dépenser dans les tavernes ; il fallait aller le chercher, payer son addition et sauver des outils de travail qu'il avait mis en gage.
Le 12 juin 1587, il épouse Dympne de Backer. Ils auront plusieurs enfants : Jérôme (II), Clara, Cécile, Francisca et Christina qui se maria en 1620 au graveur Jean-Baptiste Barbé.
En 1588-1589, l'atelier jouit d'une certaine prospérité et il engage les apprentis Samuel van Hoochstraten et Jokob de Weert.
Il mourut à Anvers en 1619.

## Œuvre
Malgré sa mauvaise réputation, il réalisa un grand nombre d'estampes, dont il édita quelques-unes lui-même, que l'on estime à environ 650. Elles étaient exécutées avec une excellente technique et un certain amour du détail, mais il n'était que rarement l'auteur des compositions.
Il réalisa sa première gravure comme indépendant en 1577 et travailla pour plusieurs autres éditeurs que Plantin. Il réalisa entre 1577 et 1580 plusieurs estampes pour Willem van Haecht et son neveu Godevaard van Haecht, dont les sujets étaient surtout allégoriques et politiques, montrant notamment une certaine sympathie pour ceux qui s'élevaient contre les Espagnols.
Bien qu'il réalisât des portraits, des allégories et un sujet mythologique, ses sujets principaux sont relatifs à la dévotion. En ce sens, sa relation avec les jésuites fut étroite et put redresser la vie de l'artiste. Son association avec eux commença avec la série des illustrations pour l'œuvre du père Jérôme Nadal, Adnotationes et meditationes in Evangelia, un projet ambitieux conçu par Ignace de Loyola, plusieurs fois repoussé. Dans ce projet, Bernardino Passeri, auteur d'une grande partie des dessins, collabora avec les trois frères Wierix, Adriaen Collaert et d'autres graveurs et peintres ; mais c'est Hieronymus qui en réalisa le plus, signant 65 des 154 estampes qui composent l'œuvre. Celle-ci fut finalement publiée à Anvers en 1593, sans le texte de Nadal ni le nom de l'imprimeur et sous le titre Evangelicae Historiae Imagines.
De deux autres séries jésuites, probablement postérieures, Wierix se fit responsable aussi bien des gravures que de l'édition : il réunissait les estampes dans de remarquables opuscules non datés. Le premier, Effigies praepositorium generalium Societatis Iesv, rassemblait les portraits des six préposés généraux qui avaient jusqu'alors dirigé la Compagnie. La deuxième fut consacrée à la vie du fondateur : Vita B. P. Ignatii de Loyola fvndatoris Societatis Iesv, éditée vers 1613 et signée par l'artiste comme inventeur (dessinateur) et graveur.
Il signait ses œuvres des sigles « HI.W. » ou « HI.W.F. ».
Le Catalogue raisonné de l'œuvre gravé des frères Wierix a été publié par Louis Alvin en 1866 et s'est poursuivi jusqu'en 1873 par la publication de trois suppléments.
En 1983, Marie Mauquoi-Hendrickx a enrichi ce premier catalogue dans un ouvrage en 4 volumes intitulé Les estampes des Wierix .

## Galerie

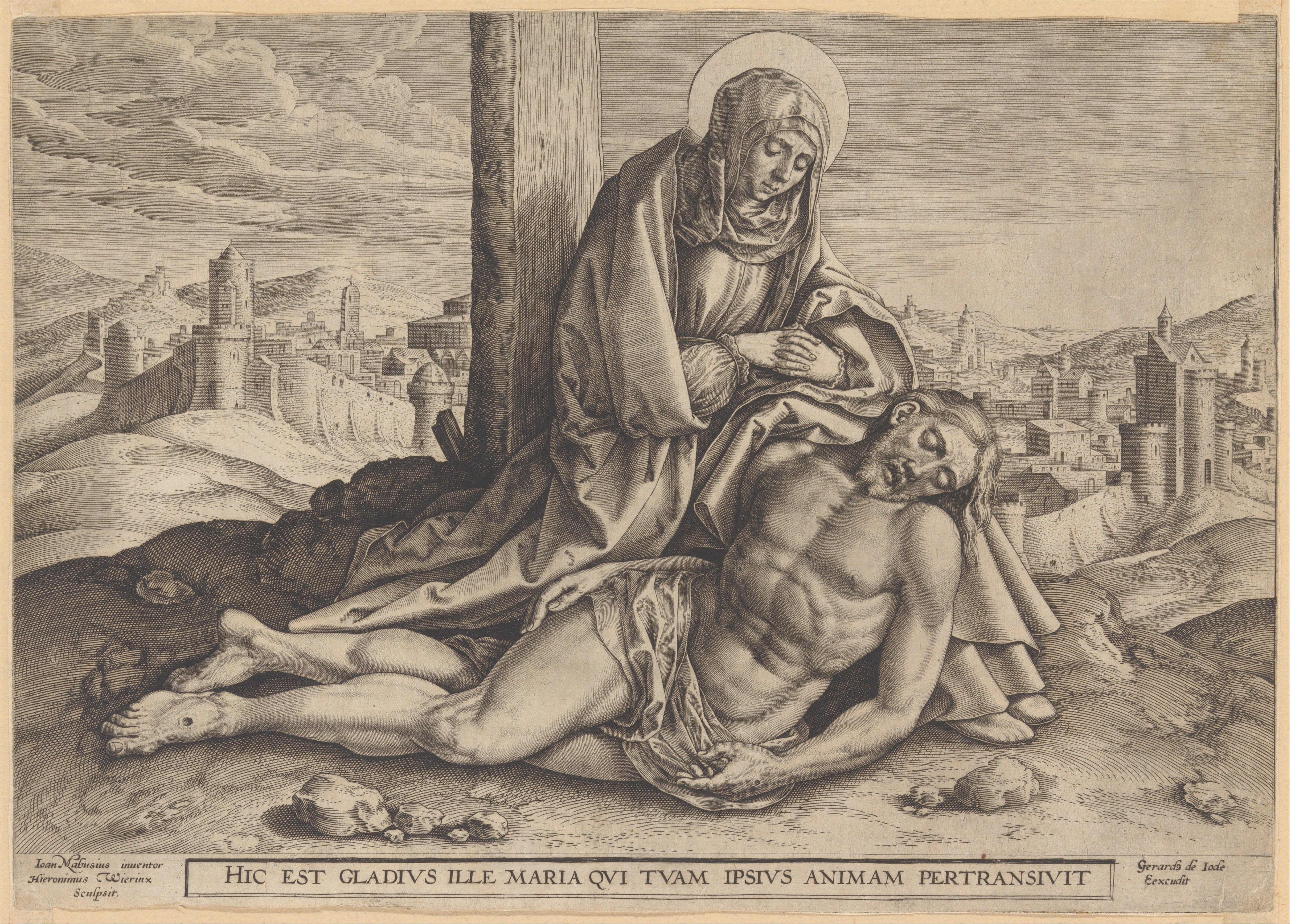
Au pied de la croix, estampe d'après Jan Gossaert, éditée par Gerard de Jode, Metropolitan Museum of Art, New York.
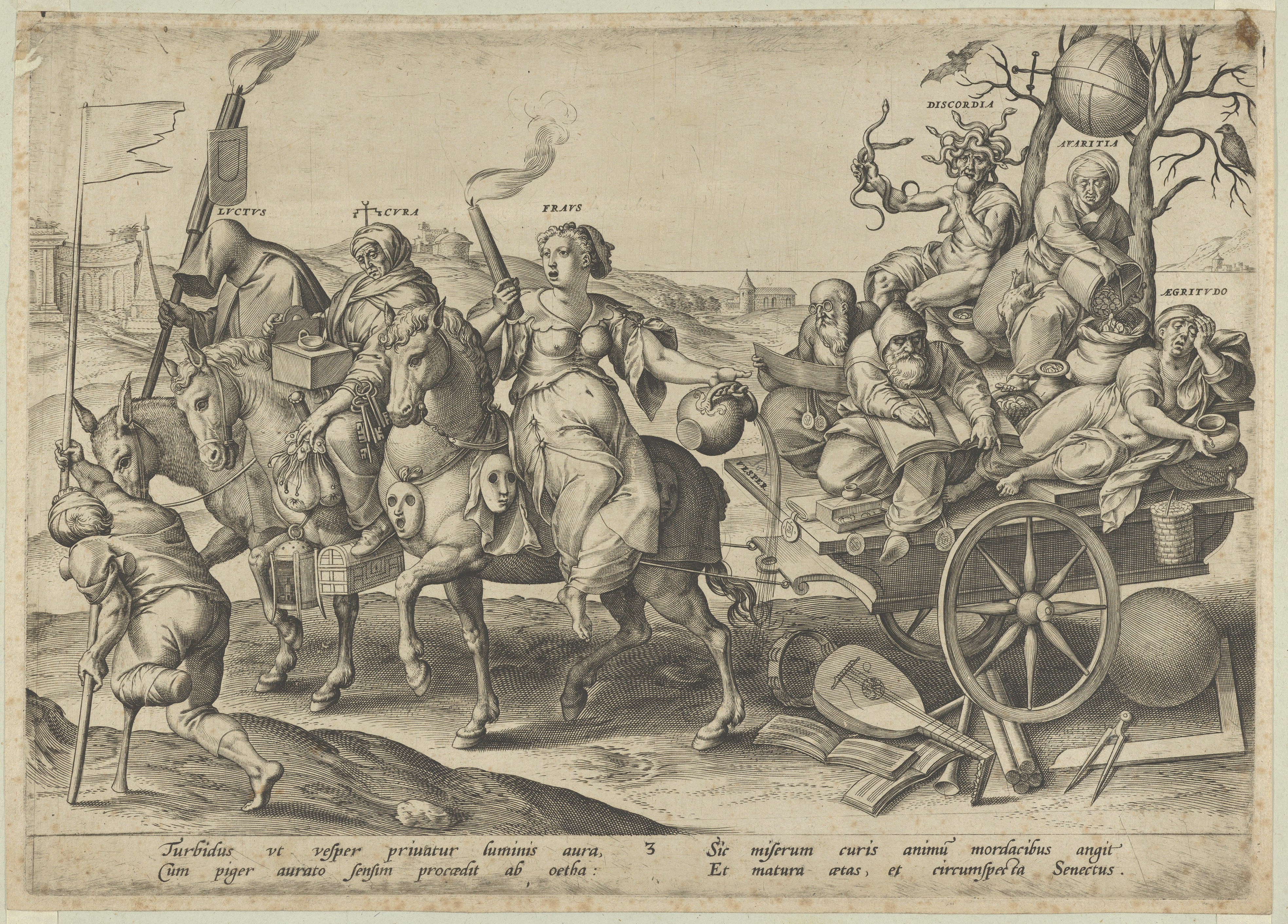
Le Soir, estampe 3/5 tirée de la série Les parties du jour, Metropolitan Museum of Art, New York.
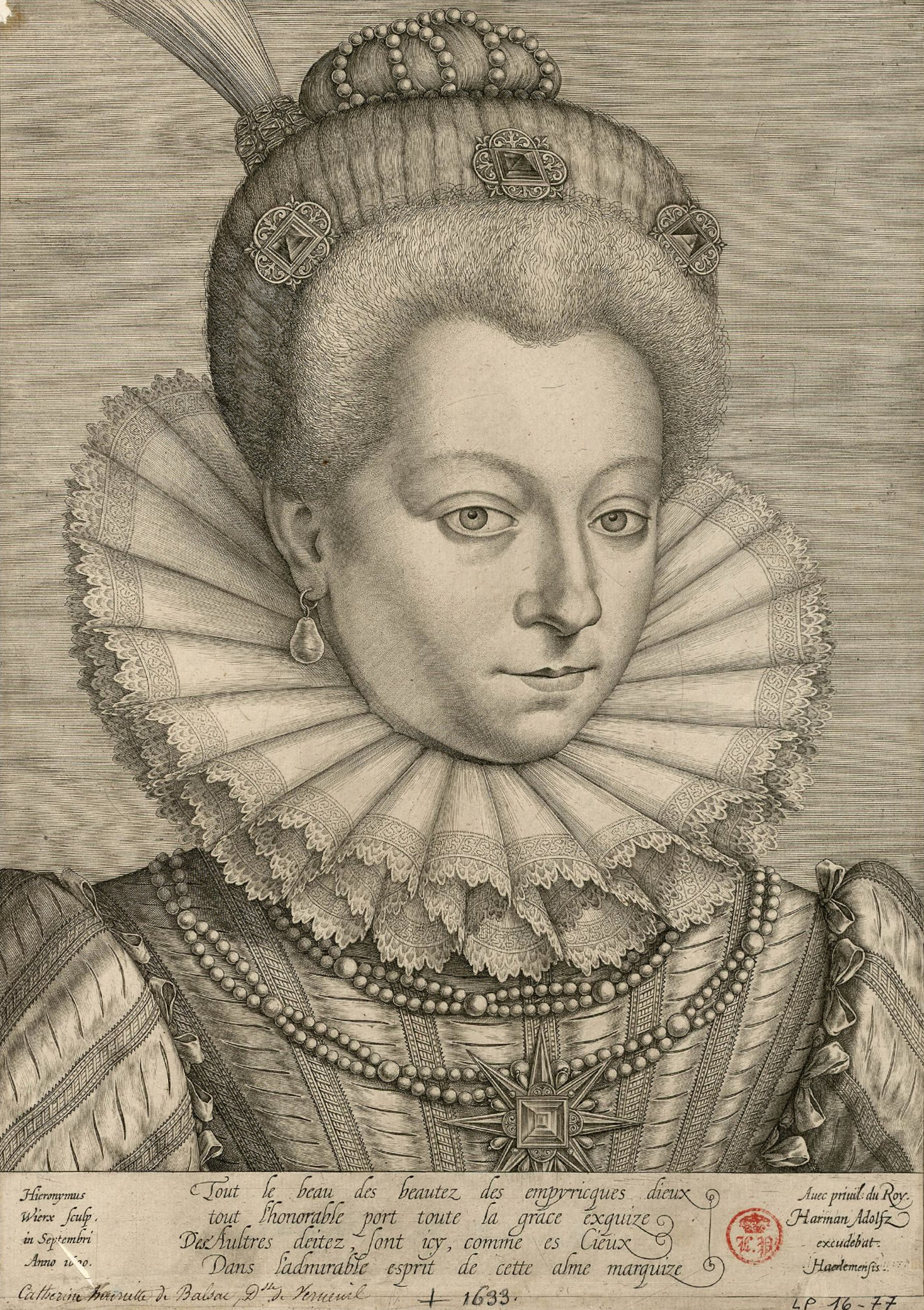
Portrait de Catherine Henriette de Balzac d'Entragues, Marquise de Verneuil, 1600, estampe.
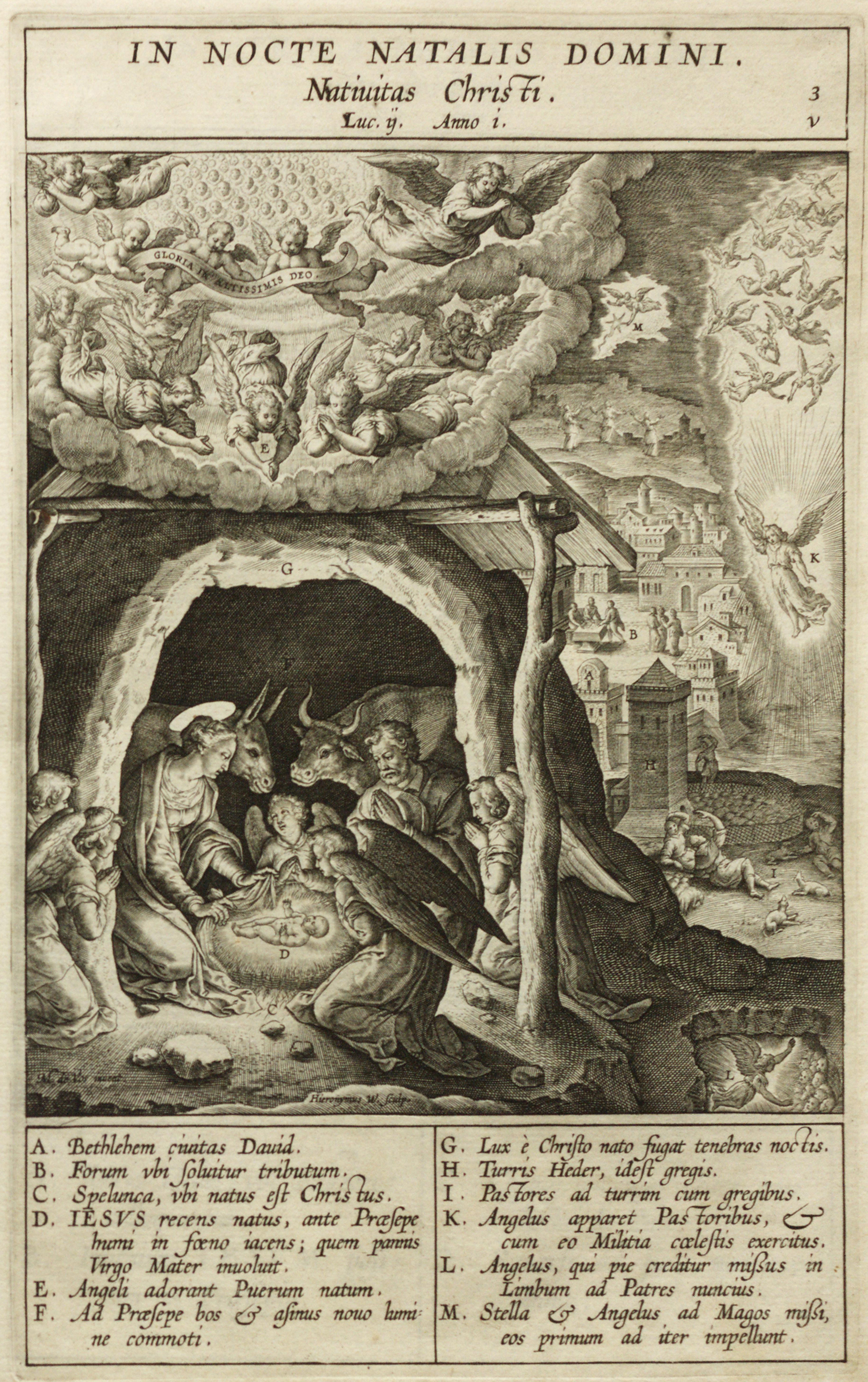
La Nativité, estampe tirée de Evangelicae Historiae Imagines, publiée par le Jésuites d'Anvers, Bibliothèque de l'université de Maastricht.

#### Sur Hieronymus Wierix
- (nl) Cornelis de Bie, Het Gulden Cabinet, 1662, p. 520.
- Bénézit, Dictionnaire des Peintres, 1976, vol. 10, p. 727.
- (en) F.W.H. Hollstein et al., Dutch & flemish etchings, engravings and woodcuts ca. 1450-1700, Amsterdam, Hertzberger, 2004.
- (nl) Ulrich Thieme et Felix Becker, « Wierix, Johan », dans Allgemeines Lexikon der bildenden Künstler : von der Antike bis zur Gegenwart, vol. 35, Liepzig, Seemann, 1942, p. 537-538.
- (en) A checklist of painters c1200-1976 represented in the Witt Library, Courtauld Institute of Art, London, Londres, Mansell, 1978, 337 p. (ISBN 0-7201-0718-0).
- (nl) « Wierix, Wiricx, Wicrx of Wybinck (Jan) », dans Biographisch Woordenboek der Nederlander, Groningue, Biografie Instituut Groningen, J. J. van Brederode, 1860 (lire en ligne), p. 193-194.

#### Sur les frères Wierix
- Marie Mauquoy-Hendrickx, Les estampes des Wierix conservées au cabinet des estampes de la bibliothèque royale Albert Ier. Catalogue raisonné enrichi de notes prises dans diverses autres collections, vol. 1, 2, 3 et 4, Bruxelles, Bibliothèque royale Albert Ier, 1983, 694 p.
- Voir Famille Wierix